# ميخائيل كلارك (طبال)
ميخائيل كلارك (بالإنجليزية: Michael Clarke)‏ هو طبال أمريكي، ولد في 3 يونيو 1946 في سبوكين في الولايات المتحدة، وتوفي في 19 ديسمبر 1993 في تريشور أيلاند في الولايات المتحدة.

## وصلات خارجية
- مايكل كلارك على موقع IMDb (الإنجليزية)
- مايكل كلارك على موقع الموسوعة البريطانية (الإنجليزية)
- مايكل كلارك على موقع ميوزك برينز (الإنجليزية)
- مايكل كلارك على موقع ديسكوغز (الإنجليزية)
- مايكل كلارك على موقع قاعدة بيانات الفيلم (الإنجليزية)